# Gaine (lingerie)
Pour les articles homonymes, voir Gaine.
 (janvier 2014).
Si vous disposez d'ouvrages ou d'articles de référence ou si vous connaissez des sites web de qualité traitant du thème abordé ici, merci de compléter l'article en donnant les références utiles à sa vérifiabilité et en les liant à la section « Notes et références ».

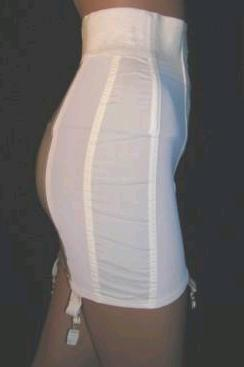
Une gaine

Une gaine est un sous-vêtement féminin qui maintient le bassin. Elle est réalisée en tissu élastique.

## Différence avec le corset
Elle se distingue du corset qui vise davantage à maintenir la taille.